# The Post-Apocalyptic Servant
The Post-Apocalyptic Servant è l'undicesimo album del gruppo musicale Sinister, pubblicato nel 2014.

## Tracce
1. The Science of Prophecy – 5:06
2. The Macabre God – 4:06
3. The Sculpture of Insanity – 3:32
4. The End of All That Conquers – 4:31
5. The Masquerade of an Angel – 4:50
6. The Dome of Pleasure – 4:07
7. The Post-Apocalyptic Servant – 4:05
8. The Art of Skin Decoration – 4:16
9. The Saviour – 5:36
10. The Burden of Mayhem – 4:48

## Formazione
- Toep Duin - batteria
- Aad Kloosterwaard - voce
- Bastiaan Brussaard - chitarra
- Mathijs Brussaard - basso
- Dennis Hartog - chitarra